# Berggorilla

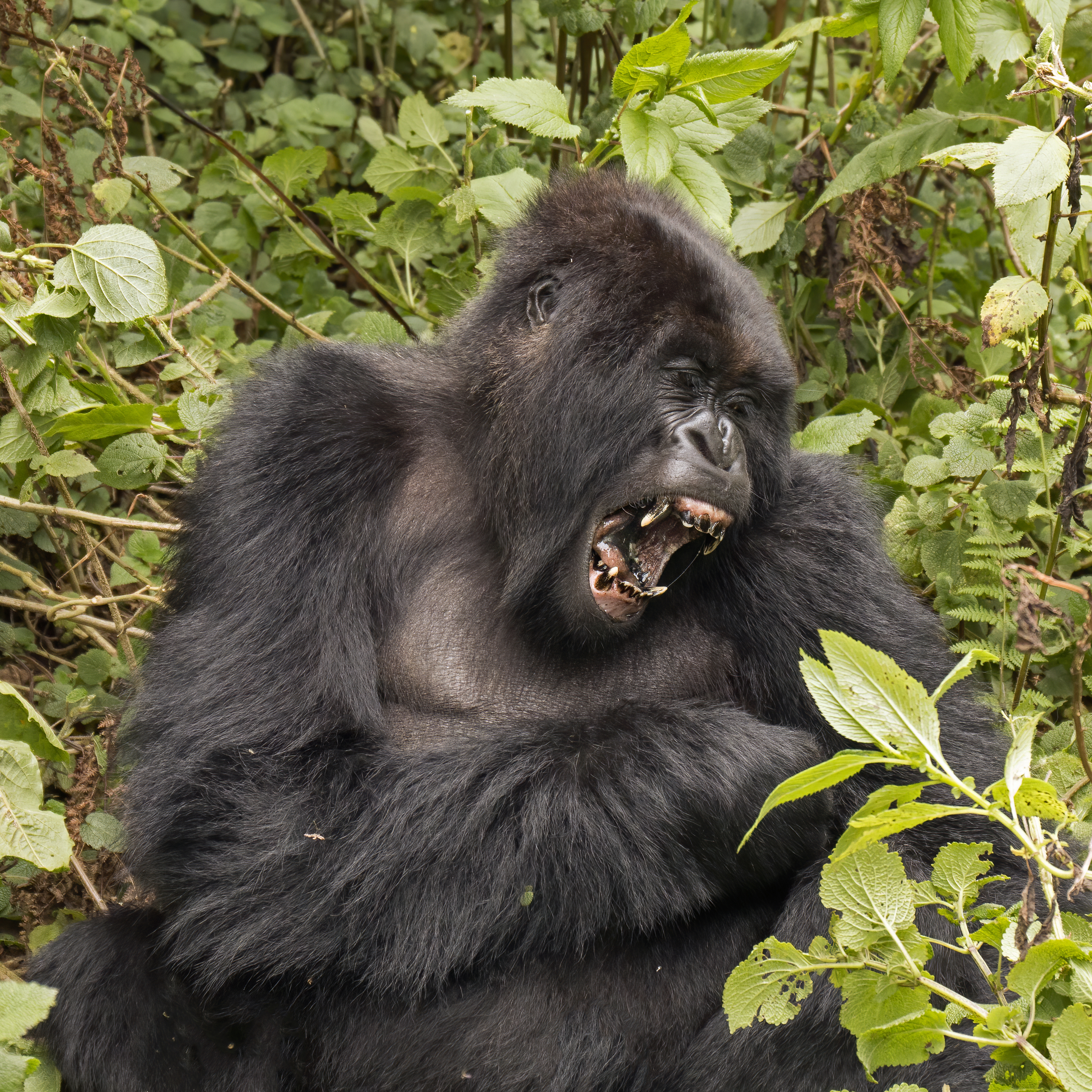
Gähnender Berggorilla in Ruanda

Der Berggorilla (Gorilla beringei beringei) ist eine Unterart des Östlichen Gorillas aus der Primatenfamilie der Menschenaffen (Hominidae). Von allen Gorillas stellt er die am ausgeprägtesten auf dem Boden lebende und sich am meisten von Blättern ernährende Population dar. Berggorillas bewohnen zwei kleine Gebiete im östlichen Afrika, das Gebiet der Virunga-Vulkane und den Bwindi-Wald, wobei die Population des Bwindiwaldes möglicherweise eine vom Berggorilla zu unterscheidende Unterart („Bwindigorilla“) darstellt.

## Merkmale
Berggorillas haben den stämmigen Körperbau, der typisch für die Gorillas ist. Sie erreichen in normaler aufrechter Haltung stehend eine Höhe von bis zu 1,75 Meter, mit bis zu 200 Kilogramm können Männchen doppelt so schwer werden wie Weibchen. Das Fell dieser Tiere ist schwarz gefärbt, die charakteristische Graufärbung älterer Männchen (siehe Silberrücken) beschränkt sich wie bei allen Östlichen Gorillas auf den Rücken. Kennzeichnend sind das langgestreckte Gesicht und der verhältnismäßig breite Brustkorb. Wie bei allen Gorillas sind ihre Augen braun, und die Iris weist an ihrem Rand einen schwarzen Ring auf.
Von den Östlichen Flachlandgorillas, ihren nächsten Verwandten, unterscheiden sie sich unter anderem durch ihre kürzeren Arme und ihr langes, seidiges Fell. Außerdem sind sie etwas kleiner als der Östliche Flachlandgorilla. Ein weiteres Charakteristikum der Berggorillas ist, dass die Großzehe weniger abgespreizt und mit Bindegewebe mit den übrigen Zehen verbunden ist, wodurch ihr Fuß einen menschenähnlichen Eindruck erweckt.

## Verbreitung und Lebensraum
Berggorillas bewohnen nur zwei kleine Gebiete im östlichen Afrika. Zum einen kommen sie an den Hängen der Virunga-Vulkane im Grenzgebiet der Demokratischen Republik Kongo, Ruandas und Ugandas vor, zum anderen im Bwindi-Nationalpark im südwestlichen Uganda (Bwindi-Gorillas). Ihr Lebensraum sind Gebirgswälder zwischen 2200 und 4000 Metern Seehöhe.

## Lebensweise
Berggorillas leben wie alle Gorillas in Gruppen, wobei die Gruppen größer sind als bei anderen Gorillapopulationen und durchschnittlich 9 bis 10 (nach anderen Angaben durchschnittlich 16) Tiere umfassen können. In der Regel bestehen diese Gruppen aus einem erwachsenen Männchen, mehreren Weibchen und dem dazugehörigen Nachwuchs. Es gibt aber auch Gruppen mit mehreren Männchen, wobei eines von ihnen die dominante Rolle einnimmt. Die im Mai 2011 größte bekannte Gruppe war die des Silberrückens Pablo. Sie bestand aus 48 Mitgliedern, unter ihnen 13 erwachsene Männchen (davon wiederum sechs Silberrücken).
Eine verhaltensbiologische Studie zum auffälligen „Brustklopfen“ bei männlichen Berggorillas ergab Hinweise darauf, dass dieses Imponierverhalten zugleich korrekte Informationen über ihre Körpergröße übermittelt. Den Beobachtungen der Forscher zufolge „trommeln“ große Männchen aufgrund ihres Körperbaus mit tieferen Frequenzen als kleinere Männchen, während kein Zusammenhang zwischen Körpergröße und Dauer, Anzahl sowie Schlagfrequenz nachweisbar war; gleichwohl gibt es individuelle Schlagrhythmen. Vermutlich könnten, so die Schlussfolgerung der Forscher, männliche Rivalen aus dem Klang der Körpergröße ihre Konkurrenzfähigkeit gegenüber dem „Trommler“ ohne offene Auseinandersetzung besser einschätzen.
Die Streifgebiete sind mit 400 bis 800 Hektar kleiner als die anderer Gorillas. Ein ausgeprägtes Territorialverhalten ist nicht bekannt, mehrere Gruppen können an der gleichen Stelle nach Nahrung suchen, allerdings nicht gleichzeitig – Gruppen vermeiden meist den Kontakt untereinander. Die täglich zurückgelegten Entfernungen sind abhängig von der Größe der Gruppe, der Verfügbarkeit der Nahrung und der Regenmenge im Verbreitungsgebiet. Gorillagruppen der Niederungen wandern dabei aufgrund der höheren Verfügbarkeit von Früchten weniger als Gruppen der höheren Lagen.
Berggorillas sind die am stärksten bodenbewohnenden aller Gorillapopulationen und klettern nur selten auf Bäume. Am Boden bewegen sie sich wie alle afrikanischen Menschenaffen im Knöchelgang fort. Wie alle Gorillas sind sie tagaktiv und errichten zur Nachtruhe ein Nest aus Blättern und Ästen. Dieser Vorgang dauert meist weniger als fünf Minuten, üblicherweise wird ein Nest nur einmal verwendet.
Beobachtungen zufolge dürften Bwindigorillas häufiger auf Bäume klettern und größere Streifgebiete haben.

## Ernährung

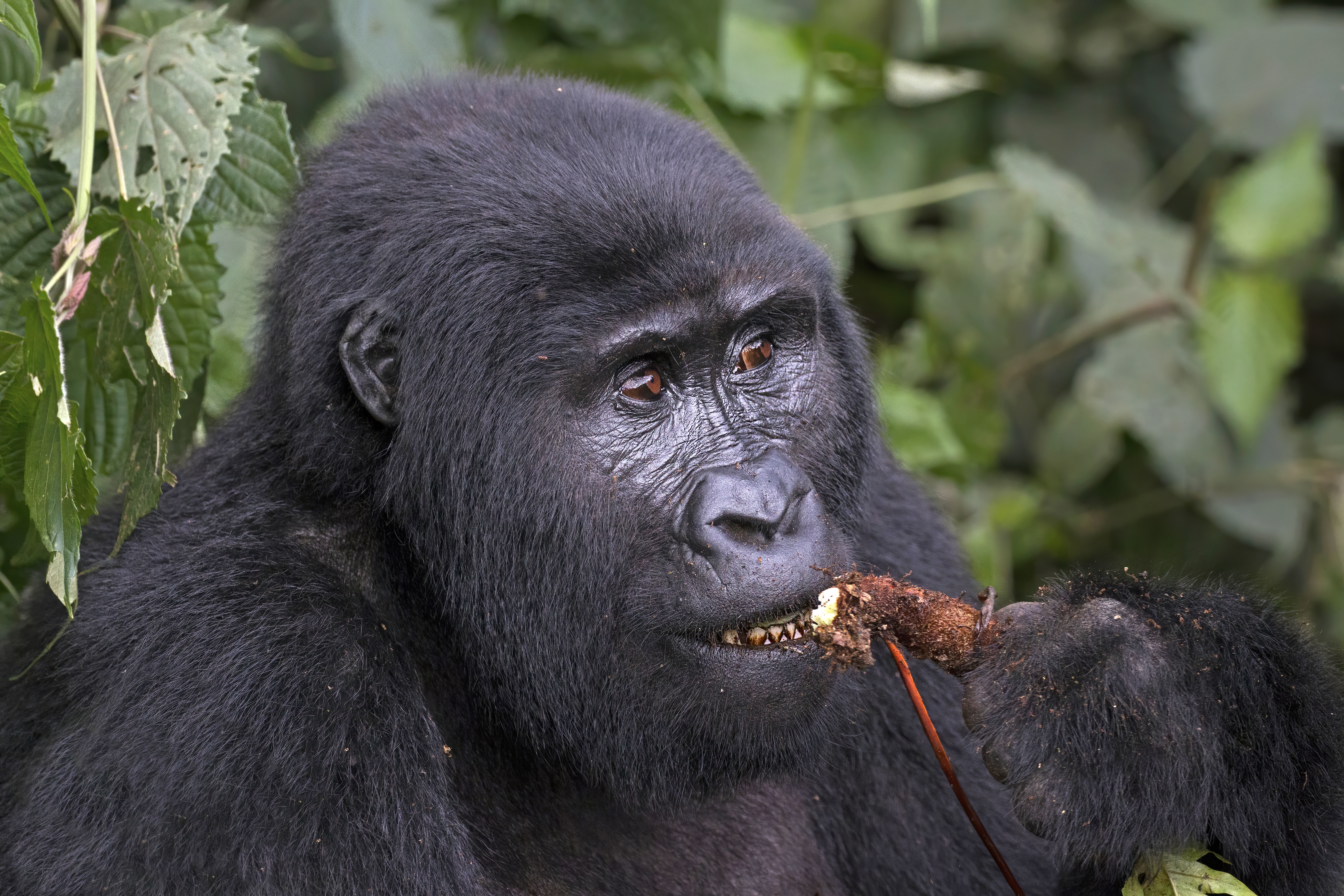
Weiblicher Gorilla beringei beringei beim Essen im Bwindi Impenetrable National Park in Uganda

Verglichen mit anderen Gorillas nehmen Berggorillas deutlich weniger Früchte zu sich. Blätter stellen den Hauptbestandteil ihrer Nahrung dar. Die täglichen Streifzüge, die diese Tiere bei der Nahrungssuche zurücklegen, sind mit durchschnittlich 0,4 Kilometern sehr kurz. Das liegt zum einen am meist üppigen Angebot an Blättern und zum anderen am geringen Nährwert dieser Nahrung, was die Tiere mit langen Ruhephasen wettmachen.
Die Population des Bwindiwaldes dürfte sich allerdings zu einem größeren Ausmaß von Früchten ernähren.

## Fortpflanzung

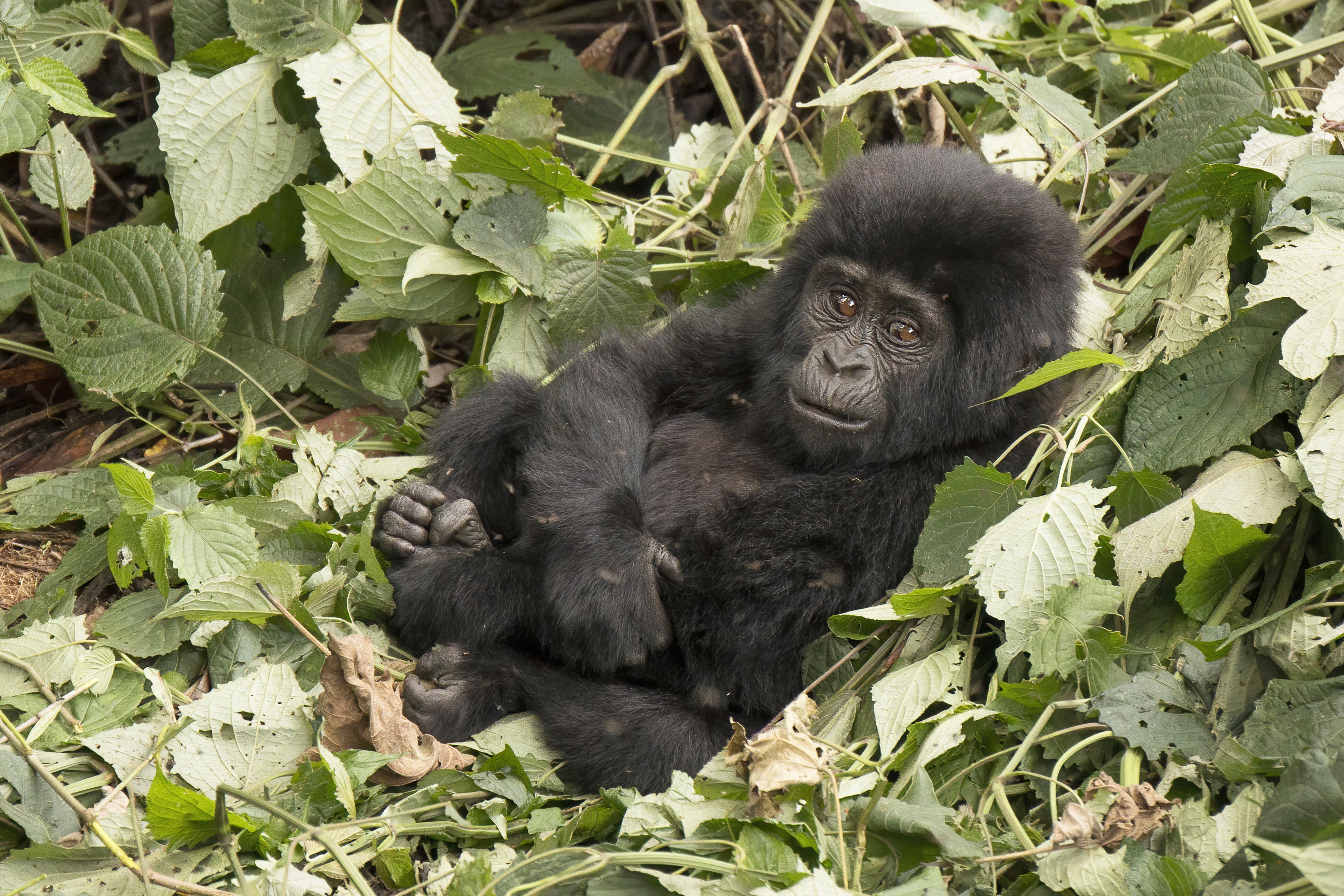
Jungtier

Berggorillas haben keine feste Paarungszeit, die Fortpflanzung kann das ganze Jahr über erfolgen. Nach einer rund 257-tägigen Tragzeit bringt das Weibchen meist ein einzelnes Jungtier zur Welt – Zwillinge sind selten. Jungtiere werden 3 bis 4 Jahre gesäugt und erreichen die Geschlechtsreife mit 6 bis 8 Jahren (Weibchen) beziehungsweise 10 Jahren (Männchen). Aufgrund ihrer Sozialstruktur pflanzen sich jedoch die meisten Tiere erst einige Jahre nach Erreichen der Geschlechtsreife fort. Üblicherweise verlassen sowohl Männchen als auch Weibchen beim Erwachsenwerden ihre Geburtsgruppe.
Die Generationszeit wird beim Östlichen Gorilla, also nicht spezifisch für den Berggorilla, mit 18,2 Jahren für weibliche Tiere und mit 20,3 bis 21,7 Jahren für männliche Tiere angegeben.

## Berggorillas und Menschen

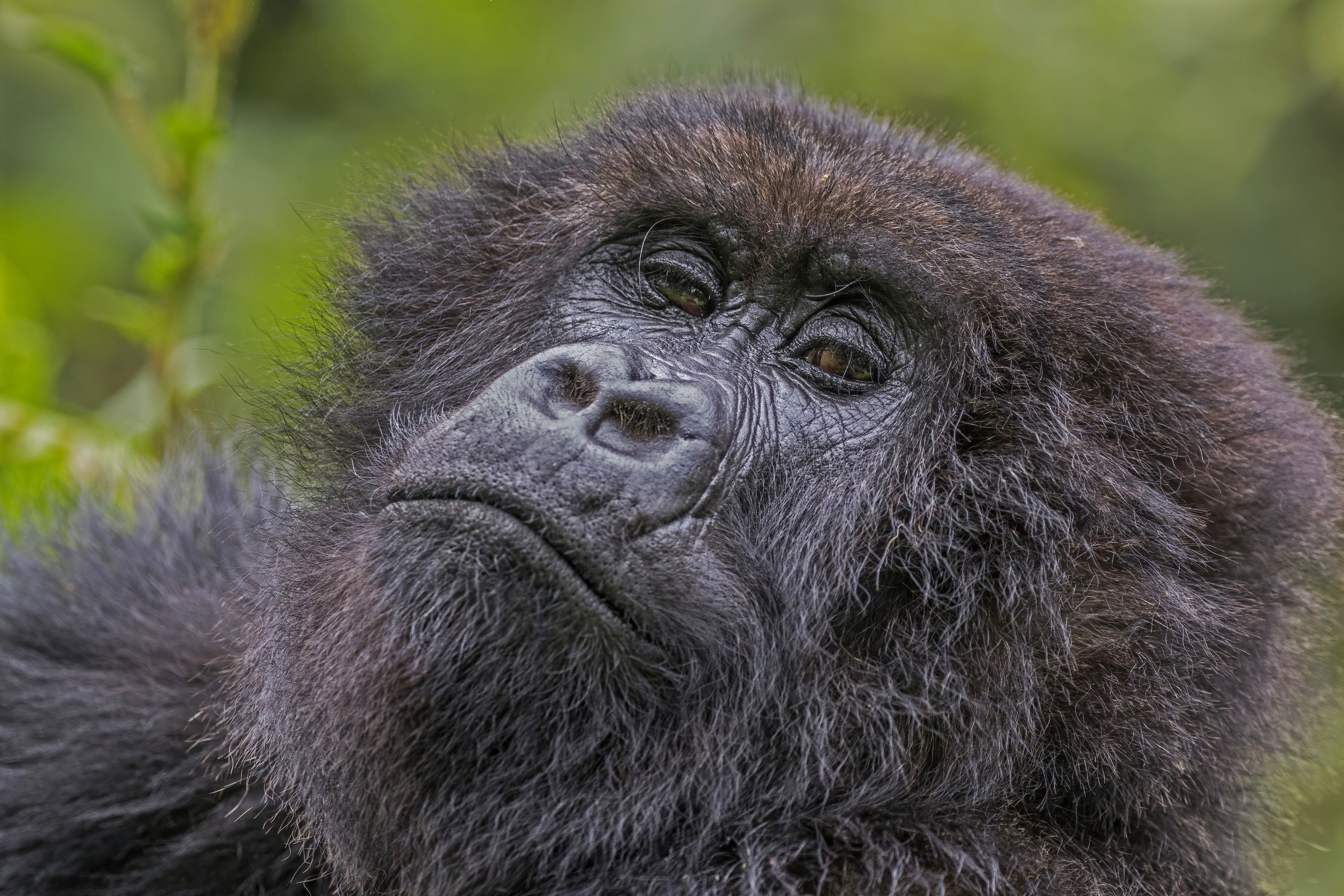
Berggorilla im Vulkan-Nationalpark in Ruanda

Berggorillas wurden 1903 vom deutschen Zoologen Paul Matschie beschrieben, nachdem der Offizier Friedrich Robert von Beringe die Tiere gefunden und zwei geschossen hatte. Ihm zu Ehren erhielten die Tiere die wissenschaftliche Bezeichnung Gorilla beringei – sie wurden zunächst als eigene Art geführt, erst später wurden sie mit allen Gorillapopulationen zu einer Art zusammengefasst.
Berggorillas waren die ersten Gorillas, deren Lebensweise durch langjährige Freilandstudien erforscht wurde. Den Anfang machte der US-Amerikaner George Schaller ab 1959, 1967 begann die fast zwei Jahrzehnte dauernde Forschungstätigkeit von Dian Fossey. Ihr Leben und ihre Ermordung 1985 wurden durch die Verfilmung Gorillas im Nebel einer breiteren Öffentlichkeit bekannt. Bis heute setzt der Dian-Fossey-Gorilla-Fund ihre Tätigkeit fort. Während der kriegerischen Auseinandersetzungen, die seit 1989 um die Vulkane geführt werden, mussten die Beobachtungen zeitweise eingestellt werden.
Die zunehmende touristische Erschließung der beiden Habitate rund um die Virunga-Vulkane sowie im Bwindi Impenetrable National Park in Uganda – der als UNESCO-Weltnaturerbe anerkannt ist – gewährleistet in Verbindung mit dem Einsatz von Park-Rangern und Tierärzten einen einigermaßen guten Schutz der Berggorillas vor Lebensraumzerstörung und Wilderei. Dennoch gilt das Überleben der Spezies keineswegs als gesichert.
Im überwiegenden Teil des Virunga-Nationalparks sind Konzessionen für Erdöl gegeben, wodurch der Berggorilla bedroht wird. Die britische Firma SOCO ist eine der Firmen, die Konzessionen erhalten haben.
Der Gorilla-Tourismus ist zu einer wachsenden Einkommensquelle für die betroffenen Länder geworden. Bis zu zehntausend Menschen gehen jedes Jahr auf Erkundungstour in afrikanischen Wäldern. Diese Entwicklung bringt Risiken mit sich, wie beispielsweise die Übertragung von Krankheiten vom Mensch aufs Tier oder umgekehrt. Bislang scheinen die Affen vom Tourismus zu profitieren. Menschenaffen, die regelmäßig von Touristengruppen besucht werden, können von Tierärzten behandelt und, falls nötig, von Rangern beschützt werden.

## Population
Schon seit den 1950er-Jahren wurde der Bestand auf wenige hundert Tiere geschätzt; Ende der 1980er-Jahre zählte man rund 620 Tiere. 2010 war der Bestand auf knapp 800 Tiere angewachsen – 2006 wurden im Bwindi-Wald 302 Tiere nachgewiesen, 2010 im Virunga-Nationalpark 480 Individuen gezählt. Die Ergebnisse einer weiteren Zählung im Bwindi-Wald, die seit November 2012 vorliegen, wiesen einen Bestand von mindestens 400 Tieren nach, womit sich eine Gesamtpopulation von über 880 ergab. Im Mai 2018 wurde vom Max-Planck-Institut für evolutionäre Anthropologie eine weitere Zählung bekannt gegeben, die in den Jahren 2015 und 2016 stattgefunden hatte; demnach betrug der Bestand damals insgesamt etwas mehr als 1000 Individuen, von denen nach Erfahrungswerten für Gorillas etwa 60 %, also 600 Individuen, als geschlechtsreif anzunehmen wären.
Berggorillas sind damit die einzige Gorilla-Unterart mit steigendem Bestand. Die IUCN listete sie bis 2018 aufgrund der geringen Population gleichwohl als „vom Aussterben bedroht“ (critically endangered). Seither werden Berggorillas nur noch als „stark gefährdet“ (endangered) bewertet.  Neben Lebensraumzerstörung, illegaler Jagd und Tierhandel sind diese Tiere auch durch von Menschen übertragene Krankheiten (insbesondere Atemwegsinfektionen) gefährdet.
Berggorillas werden zurzeit nicht in Zoos gehalten, die Arterhaltung kann somit ausschließlich durch den Schutz der wild lebenden Tiere gewährleistet werden. Allerdings werden in der Waisenstation des Senkwekwe Centre im  Virunga-Nationalpark drei Jungtiere betreut, die bei Wilderern bzw. Schmugglern beschlagnahmt wurden. Die Station beherbergt die einzigen Berggorillas weltweit in menschlicher Betreuung. Ihre Auswilderung ist derzeit nicht vorgesehen.

## Systematik
Früher wurden alle Gorillapopulationen in einer einzigen Art zusammengefasst, heute werden mit dem Westlichen und dem Östlichen Gorilla zwei Arten unterschieden. Der Berggorilla stellt eine Unterart des Östlichen Gorillas dar und ist somit mit dem Östlichen Flachlandgorilla – der zweiten Unterart – näher verwandt als dieser mit dem Westlichen Flachlandgorilla.
Der systematische Status der Gorillas des Bwindi-Waldes („Bwindigorillas“) ist noch nicht endgültig geklärt. Unterschiede in Morphologie und Lebensweise sprechen dafür, dass sie eine weitere, vom Berggorilla zu unterscheidende Unterart darstellen könnten. Von anderen Forschern werden diese Ergebnisse bestritten, sie halten die Unterschiede für zu gering. Bislang sind Bwindi-Gorillas also trotz manchmal anderslautender Berichte nicht als Unterart anerkannt.